# Art Students League of New York
L'Art Students League of New York è una scuola d'arte situata a Manhattan, nella città di New York (Stati Uniti d'America).

## Storia
L'Art Students League venne fondata nel 1875 da alcuni membri della National Academy of Design ed era inizialmente ubicata in un edificio fra la Sedicesima e la Quinta Strada. Nel 1889, l'Art Students League, la Society of American Artists e l'Architectural League fondarono l'American Fine Arts Society, il cui quartier generale, l'American Fine Arts Building di Manhattan, ospita l'Art Students League ancora oggi.